# Gümüşoluk, Erciş
Gümüşoluk là một xã thuộc thành phố Erciş, tỉnh Van, Thổ Nhĩ Kỳ. Dân số thời điểm năm 2011 là 157 người.